# Henny Noremark
Henny Gunilla Noremark (* 23. Mai 1942 in Järvsö, Schweden) ist eine schwedische Filmarchitektin, Bühnenbildnerin und Kostümbildnerin.

## Leben und Wirken
Die aus Mittelschweden stammende Henny Noremark besuchte von 1960 bis 1965 in Stockholm die Konstfackskolan und ließ sich dort umfassend künstlerisch ausbilden. Anschließend erhielt Henny Noremark 1967/68 ihre Fortbildung im Bereich Szenenbild beim Schwedischen Fernsehen und 1970/71 eine weiterführende Ausbildung am selben Ort zur Produzentin. Schließlich rundete sie ihren Ausbildungsreigen 1980–82 mit einer Unterweisung in der Film- und Fernsehregie am Dramatiska Institutet Stockholms ab.
Noch während ihrer Ausbildung beim schwedischen Fernsehen begann Henny Noremark als Kostüm- und Szenenbildnerin an der Serie Söderkåkar (1970) zu arbeiten. Schon ihr nächster Fernsehauftrag führte sie 1974 mit Schwedens Starregisseur Ingmar Bergman zusammen: Für seine Inszenierung von Mozarts Zauberflöte entwarf Noremark ebenfalls sowohl die Kostüme als auch das Szenenbild. Für erstgenannte Leistung erhielt die Künstlerin 1976, gemeinsam mit Karin Erskine, eine Oscar-Nominierung. Henny Noremark konzentrierte sich nach 1977 auf ihre Tätigkeit als Filmarchitektin und blieb in diesem Bereich bis in die ausgehenden 2000er Jahre aktiv, ohne dass bestimmte Einzelleistungen besonders herausstechen.
Henny Noremark, verehelichte Haskel, betreute außerdem, sowohl als Kostüm- wie auch als Szenenbildnerin, diverse Theateraufführungen, darunter die Stücke Siri Brahe, Hur andra älskar, Gröna Hissen, Immanuel Kants sista dagar und Shakespeares Ein Sommernachtstraum. Ausstellungen ihrer Entwürfe sind bzw. waren im Judiska Museet, Stockholm (permanente Ausstellung), dem Grafikens Hus, Mariefred, und in der Kunstakademien (Kunstakademie) in Stockholm zu sehen.

## Filme
Als Szenenbildnerin für das schwedische Fernsehen, wenn nicht anders angegeben
- 1970: Söderkåkar (auch Kostüme)
- 1974: Die Zauberflöte (Trollflöjten) (auch Kostüme)
- 1977: Friaren som inte ville gifta sig (auch Kostüme)
- 1979: En handelsresandes död
- 1981: Missförståndet
- 1981: Drottning Christina
- 1984: Hur ska det gå för Pettersson?
- 1985: En ros av kött
- 1987: Don Juan
- 1993: Zorn
- 1995: Jeppe på berget
- 1996: Zonen
- 1996–99: Anna Holt (Anna Holt – polis)
- 1998: Aspiranterna
- 1999: Mitt i livet
- 2000: Pistvakt - en vintersaga
- 2008: Irene Huss, Kripo Göteborg (Irene Huss)